# Équipe du Sénégal de football à la Coupe d'Afrique des nations 2019
L’équipe du Sénégal de football participe à la Coupe d'Afrique des nations 2019 organisée en Égypte du 21 juin au 19 juillet 2019. Les Lions, emmenés par Aliou Cissé, s'inclinent en finale pour la deuxième fois de leur histoire (0-1 face à l'Algérie).

## Qualifications
Le Sénégal est placé dans le groupe A des qualifications qui se déroulent du 9 juin 2017 au 23 mars 2019. Sa qualification est acquise dès la quatrième journée.
| Rang | Équipe             | Pts | J | G | N | P | Bp | Bc | Diff |  | Résultats (▼ dom., ► ext.) |     |     |     |     |
| ---- | ------------------ | --- | - | - | - | - | -- | -- | ---- |  | -------------------------- | --- | --- | --- | --- |
| 1    | Sénégal            | 16  | 6 | 5 | 1 | 0 | 12 | 2  | +10  |  | Sénégal                    |     | 2-0 | 3-0 | 3-0 |
| 2    | Madagascar         | 10  | 6 | 3 | 1 | 2 | 8  | 8  | 0    |  | Madagascar                 | 2-2 |     | 1-0 | 1-3 |
| 3    | Guinée équatoriale | 6   | 6 | 2 | 0 | 4 | 5  | 7  | -2   |  | Guinée équatoriale         | 0-1 | 0-1 |     | 1-0 |
| 4    | Soudan             | 3   | 6 | 1 | 0 | 5 | 5  | 13 | -8   |  | Soudan                     | 0-1 | 1-3 | 1-4 |     |

| 10 juin 2017 | Sénégal | 3 - 0   | Guinée équatoriale |                                                               |                                                               |
| 21h00 UTC    | Sow 1re 72e · Gueye 90e | (1-0)   | | Stade Léopold Sédar Senghor, Dakar Arbitrage : Rédouane Jiyed | Stade Léopold Sédar Senghor, Dakar Arbitrage : Rédouane Jiyed |
| 21h00 UTC    | Diouf 44e · Gueye 51e · Sow 51e | Rapport | 76e Ganet · | Stade Léopold Sédar Senghor, Dakar Arbitrage : Rédouane Jiyed | Stade Léopold Sédar Senghor, Dakar Arbitrage : Rédouane Jiyed |
| 21h00 UTC    | Diallo — Gassama (Wagué, 34e), Mbodji, Koulibaly, Mbengue — Sané, Gueye, B. Ndiaye — Saivet, Sow (Babacar 87e), Diouf (I. Sarr 64e) | Équipes | Ovono — Randy, Mbele, Rui, Belima — Pepin, Zarandona (Ellong, 46e), Ganet (Bolado, 83e) — Nsue, Kata (Kike, 46e), Balboa | Stade Léopold Sédar Senghor, Dakar Arbitrage : Rédouane Jiyed | Stade Léopold Sédar Senghor, Dakar Arbitrage : Rédouane Jiyed |

| 9 septembre 2018 | Madagascar                      | 2 - 2 | Sénégal                      |                                                                      |                                                                      |
| | Voavy 44e · Koulibaly 66e (csc) | (1-1) | 26e Konaté · 63e Keita Baldé | Stade municipal de Mahamasina, Antananarivo Arbitrage : Joshua Bondo | Stade municipal de Mahamasina, Antananarivo Arbitrage : Joshua Bondo |
| Andriatsima 38e · Fontaine 64e · Andriamanitsinoro 67e | Rapport                         | 26e Mbengue · 71e I. Sarr · 72e Koulibaly · 76e B. Ndiaye · 88e Kouyaté ·                                                                        |                              | Stade municipal de Mahamasina, Antananarivo Arbitrage : Joshua Bondo | Stade municipal de Mahamasina, Antananarivo Arbitrage : Joshua Bondo |
| Randrianasolo — Andriatsima, Razak, Ilaimaharitra (Randriambololona, 71e), Rakotoharimalala (Caloin, 93e), Voavy (Andriamanitsinoro, 67e), Nomenjanahary, Amada, Métanire, Fontaine, Mombris | Équipes                         | Gomis — Gassama, Sané, Koulibaly, Mbengue — I. Sarr (Ndoye, 75e), Kouyaté, B. Ndiaye, Keita Baldé (Am. Ndiaye, 85e) — Mané, Konaté (Diagne, 90e) |                              | Stade municipal de Mahamasina, Antananarivo Arbitrage : Joshua Bondo | Stade municipal de Mahamasina, Antananarivo Arbitrage : Joshua Bondo |

| 13 octobre 2018 | Sénégal | 3 - 0   | Soudan                         |                                                                      |                                                                      |
| 19h00 (UTC)     | Cissé 17e · Gueye 18e · Niang 50e | (2-0)   |                                | Stade Léopold Sédar Senghor, Dakar Arbitrage : Bamlak Tessema Weyesa | Stade Léopold Sédar Senghor, Dakar Arbitrage : Bamlak Tessema Weyesa |
| 19h00 (UTC)     | | Rapport | 27e Suliman · 54e El Shigail · | Stade Léopold Sédar Senghor, Dakar Arbitrage : Bamlak Tessema Weyesa | Stade Léopold Sédar Senghor, Dakar Arbitrage : Bamlak Tessema Weyesa |
| 19h00 (UTC)     | Gomis — Sabaly, Cissé, Kouyaté, Coly — Gueye (S. Sarr, 44e), Al. Ndiaye, Keita Baldé, Niang (Nguette, 61e) — Mané, Diagne (Am. Ndiaye, 74e) | Équipes |                                | Stade Léopold Sédar Senghor, Dakar Arbitrage : Bamlak Tessema Weyesa | Stade Léopold Sédar Senghor, Dakar Arbitrage : Bamlak Tessema Weyesa |

| 16 octobre 2018   | Soudan  | 0 - 1 | Sénégal  |                                                         |                                                         |
|                   |         | (0-0) | 86e Sarr | Khartoum Stadium, Khartoum Arbitrage : Mustapha Ghorbal | Khartoum Stadium, Khartoum Arbitrage : Mustapha Ghorbal |
| Faris Abdalla 85e | Rapport | 38e I. Mbaye · 55e Al. N'Diaye · |          | Khartoum Stadium, Khartoum Arbitrage : Mustapha Ghorbal | Khartoum Stadium, Khartoum Arbitrage : Mustapha Ghorbal |
|                   | Équipes | Gomis — I. Mbaye, Kouyaté, Cissé, Coly — Nguette (Keita Baldé, 69e), Ndoye, Al. N'Diaye, I. Sarr — Diagne (Niang, 60e), Am. Ndiaye (S. Sarr, 83e) |          | Khartoum Stadium, Khartoum Arbitrage : Mustapha Ghorbal | Khartoum Stadium, Khartoum Arbitrage : Mustapha Ghorbal |

| 17 novembre 2018 | Guinée équatoriale | 0 - 1 | Sénégal            |                                                           |                                                           |
| |                    | (0-0) | 52e (csc) Meseguer | Stade Nkoantoma, Bata Arbitrage : Mahmoud Zakaria Mohamed | Stade Nkoantoma, Bata Arbitrage : Mahmoud Zakaria Mohamed |
| Mbele 46e | Rapport            | 42e Sabaly · 90e Mané · |                    | Stade Nkoantoma, Bata Arbitrage : Mahmoud Zakaria Mohamed | Stade Nkoantoma, Bata Arbitrage : Mahmoud Zakaria Mohamed |
| Ovono — Akapo, Mbele (Saúl Coco, 95e), Kata, Igor, Meseguer — Belima, Obiang, Ganet, Jordan (Nkogo, 83e) — Celesdonio (Cristián, 64e) | Équipes            | Mendy — I. Mbaye, Sané, Koulibaly, Sabaly — Dioussé (Ndoye, 76e), Kouyaté, Gueye — Nguette (Am. Ndiaye, 54e), Niang (H. Diallo, 55e), Mané |                    | Stade Nkoantoma, Bata Arbitrage : Mahmoud Zakaria Mohamed | Stade Nkoantoma, Bata Arbitrage : Mahmoud Zakaria Mohamed |

| 23 mars 2019 | Sénégal | 2 - 0   | Madagascar |                                                    |                                                    |
| 19h00 (UTC)  | Niang 27e 56e | (1-0)   | | Stade Lat-Dior, Thiès Arbitrage : Youssef Essrayri | Stade Lat-Dior, Thiès Arbitrage : Youssef Essrayri |
| 19h00 (UTC)  | | Rapport | 30e Fontaine · | Stade Lat-Dior, Thiès Arbitrage : Youssef Essrayri | Stade Lat-Dior, Thiès Arbitrage : Youssef Essrayri |
| 19h00 (UTC)  | Mendy — Wagué, Sané, Koulibaly, Sabaly — Gueye, B. Ndiaye — Diatta (Al. N'Diaye, 75e), Mané, I. Sarr (Thioub, 86e) — Niang (Konaté, 69e) | Équipes | Dabo — Métanire, Morel, Fontaine, Mombris — Abel (Ilaimaharitra, 66e) , Amada, Rakotoharimalala — Andriamanitsinoro, Voavy, Andriatsima | Stade Lat-Dior, Thiès Arbitrage : Youssef Essrayri | Stade Lat-Dior, Thiès Arbitrage : Youssef Essrayri |

### Statistiques
35 joueurs ont participé à la campagne de qualification. Niang est le meilleur des sept buteurs sénégalais, avec trois réalisations.
| MJ | Joueurs |
| -- | --- |
| 4  | Idrissa Gueye, Kalidou Koulibaly, Amath Ndiaye Diedhiou, Cheikhou Kouyaté, Sadio Mané, M'Baye Niang, Salif Sané, Ismaïla Sarr                      |
| 3  | Keita Baldé, Mbaye Diagne, Alfred Gomis, Alfred N'Diaye, Badou Ndiaye, Cheikh Ndoye, Opa Nguette, Youssouf Sabaly                                  |
| 2  | Pape Abou Cissé, Racine Coly, Lamine Gassama, Pape Moussa Konaté, Ibrahima Mbaye, Adama Mbengue, Édouard Mendy, Sidy Sarr, Moussa Wagué            |
| 1  | Khouma Babacar, Abdoulaye Diallo, Habib Diallo, Krépin Diatta, Mame Biram Diouf, Assane Dioussé, Kara Mbodj, Henri Saivet, Moussa Sow, Sada Thioub |

| Buts | Joueurs                                                     |
| ---- | ----------------------------------------------------------- |
| 3    | M'Baye Niang                                                |
| 2    | Idrissa Gueye, Moussa Sow                                   |
| 1    | Keita Baldé, Pape Abou Cissé, Pape Moussa Konaté, Sidy Sarr |
| csc  | Luis Meseguer                                               |

## Préparation
Quelques jours après la fin des éliminatoires le Sénégal accueille le Mali pour un premier match de préparation. Il s'impose en fin de match (2-1) grâce à l'entrée en jeu de Sadio Mané, auteur d'un but et d'une passe décisive.
Mi-avril, une délégation se rend en Égypte pour le tirage au sort. Elle profite de ce déplacement pour rencontrer le comité d'organisation et visiter les installations (stade, terrains d'entraînement) et l'hôtel Tiba Rose qui accueillera les joueurs pendant la compétition. 
La remise du drapeau aux Lions est prévue le 6 juin. Les joueurs partent le lendemain pour l'Espagne où ils participent à un stage dans la région d'Alicante, au climat méditerranéen proche du climat égyptien. Ils battent le Real Murcie (7-0) le 11 juin, quelques heures avant l'annonce de la liste définitive des 23.
Ils remportent leur dernier match amical, le 16 juin à Ismaïlia, face au Nigeria (1-0).
| 26 mars 2019 | Sénégal | 2 – 1   | Mali |                                                                                        |                                                                                        |
| 17h00 (UTC)  | Mané 87e · Konaté 90+2e | (0-0)   | 72e A. Traoré | Stade Léopold Sédar Senghor, Dakar Spectateurs : Huis clos Arbitrage : Mathioro Diabel | Stade Léopold Sédar Senghor, Dakar Spectateurs : Huis clos Arbitrage : Mathioro Diabel |
| 17h00 (UTC)  | Diaw 41e · Sané 94e |         | 45e I. Traoré · | Stade Léopold Sédar Senghor, Dakar Spectateurs : Huis clos Arbitrage : Mathioro Diabel | Stade Léopold Sédar Senghor, Dakar Spectateurs : Huis clos Arbitrage : Mathioro Diabel |
| 17h00 (UTC)  | Gomis — Gassama, C. Kouyaté (Sané, 78e), Cissé, Diaw — L. Ndiaye, A. Ndiaye (Diatta, 46e) — Sada Thioub (Mané, 78e), Diagne (Konaté, 60e), Keita Baldé (Ngom, 55e) | Équipes | Diarra (Samassa, 46e) — Sacko (Dibassy, 55e), Fofana, K. Kouyaté, Haïdara — Coulibaly, I. Traoré (Doucouré, 47e) — Diaby (A. Traoré, 34e), Djenepo (A. Traoré, 63e), Doumbia (Tandia, 74e) — Marega | Stade Léopold Sédar Senghor, Dakar Spectateurs : Huis clos Arbitrage : Mathioro Diabel | Stade Léopold Sédar Senghor, Dakar Spectateurs : Huis clos Arbitrage : Mathioro Diabel |

| 11 juin 2019 | Real Murcie | 0 - 7 | Sénégal                                                                        |                              |                              |
|              |             | (0-5) | 5e PA Ndiaye · 17e (pen.) 20e 25e Diagne · 35e Gueye · 49e Konaté · 54e Thioub | Pinatar Arena Center, Murcie | Pinatar Arena Center, Murcie |

| 16 juin 2019                                                                                     | Sénégal   | 1 - 0                                                                                              | Nigeria |                            |                            |
|                                                                                                  | Gueye 18e | (1-0)                                                                                              |         | Stade d'Ismaïlia, Ismaïlia | Stade d'Ismaïlia, Ismaïlia |
| Mendy - Wagué, S. Sané, Koulibaly, Sabaly - A. N'Diaye, Gueye, Diatta - Keita Baldé, Sarr, Niang | Équipes   | Akpeyi - Omeruo, troost-Ekong, Collins - Chukwueze, Obi Mikel, Ndidi, Etebo, Iwobi - Musa, Osimhen |         | Stade d'Ismaïlia, Ismaïlia | Stade d'Ismaïlia, Ismaïlia |

## Compétition

### Tirage au sort
Le tirage au sort de la CAN se déroule 12 avril 2019 au Caire, face au Sphinx et aux pyramides. Il est effectué par d'anciens joueurs dont le Sénégalais Elhadji Diouf. La délégation sénégalaise est composée notamment du sélectionneur Aliou Cissé, du président de la Fédération sénégalaise de football Augustin Senghor et des vices présidents Cheikh Seck et Abdoulaye Sow.
Le Sénégal est placé dans le chapeau 1 grâce à son classement FIFA. Le tirage au sort donne alors, comme adversaires des Lions, l'Algérie (chapeau 2, 70e au classement FIFA), le Kenya (chapeau 3, 108e) et la Tanzanie (chapeau 4, 131e) dans le groupe C. Ce tirage est considéré comme favorable par la fédération sénégalaise.

### Effectif
Le sélectionneur Aliou Cissé annonce une pré-liste de vingt-cinq joueurs le 31 mai. La liste finale est dévoilée le 11 juin. Sidy Sarr et Santy Ngom sont les deux joueurs non-retenus.

### Premier tour
Lors de son premier match, le Sénégal bat facilement la Tanzanie (2-0). Le jeune Krépin Diatta, titulaire en l'absence de Sadio Mané suspendu, réalise une prestation remarquée en inscrivant le deuxième but et en étant désigné homme du match.
Au second match, les Lions s'inclinent face à l'Algérie (0-1), sans Salif Sané, Idrissa Gueye et Ismaïla Sarr, tous les trois blessés. L'arbitrage est jugé favorable aux Fennecs, en raison notamment d'un penalty non sifflé sur Sadio Mané et de la non expulsion de Benlamri,.
Le Sénégal assure sa qualification pour les huitièmes de finale lors de la dernière journée, en dominant largement le Kenya (3-0).
| Rang | Équipe   | Pts | J | G | N | P | Bp | Bc | Diff |  | Résultats (▼ dom., ► ext.) |     |     |     |     |
| ---- | -------- | --- | - | - | - | - | -- | -- | ---- |  | -------------------------- | --- | --- | --- | --- |
| 1    | Algérie  | 9   | 3 | 3 | 0 | 0 | 6  | 0  | +6   |  | Algérie                    |     | 1-0 | 2-0 | 3-0 |
| 2    | Sénégal  | 6   | 3 | 2 | 0 | 1 | 5  | 1  | +4   |  | Sénégal                    | 0-1 |     | 3-0 | 2-0 |
| 3    | Kenya    | 3   | 3 | 1 | 0 | 2 | 3  | 7  | -4   |  | Kenya                      | 0-2 | 0-3 |     | 3-2 |
| 4    | Tanzanie | 0   | 3 | 0 | 0 | 3 | 2  | 8  | -6   |  | Tanzanie                   | 0-3 | 0-2 | 2-3 |     |

     Équipe qualifiée ou victorieuse; Pts = points; J = joués; G = gagnés; N = nuls; P = perdus;
Bp = buts pour; Bc = buts contre; Diff = différence de buts
| 23 juin 2019 | Sénégal | 2 - 0   | Tanzanie                                         | Stade du 30 Juin, Le Caire |                         |
| 19h00 CAT    | Baldé 28e · Diatta 64e | (1-0)   |                                                  | Arbitrage : Sadok Selmi    | Arbitrage : Sadok Selmi |
| 19h00 CAT    | P. A. N'Diaye 14e | Rapport | 9e Salum · 35e Mao · 63e Msuva · 90e Ramadhani · | Arbitrage : Sadok Selmi    | Arbitrage : Sadok Selmi |
| 19h00 CAT    | Mendy - Wagué, Sabaly, Koulibaly, Sané (Kouyaté 23e) - P. A. N'Diaye, Sarr, Gueye, Baldé (Thioub 73e), Diatta - Niang (Konaté 83e) | Équipes |                                                  | Arbitrage : Sadok Selmi    | Arbitrage : Sadok Selmi |

| 27 juin 2019 | Sénégal | 0 - 1   | Algérie                   | Stade du 30 Juin, Le Caire |                           |
| 19h00 CAT    | | (0-0)   | 49e Belaïli               | Arbitrage : Janny Sikazwe  | Arbitrage : Janny Sikazwe |
| 19h00 CAT    | Kouyaté 15e · Baldé 39e | Rapport | 21e Benlamri · 24e Atal · | Arbitrage : Janny Sikazwe  | Arbitrage : Janny Sikazwe |
| 19h00 CAT    | Mendy - Wagué, Sabaly, Koulibaly, Kouyaté - A. N'Diaye (Saivet 85e), P. A. N'Diaye, Diatta (Diagne72e) - Baldé (Thioub 73e), Mané, Niang | Équipes |                           | Arbitrage : Janny Sikazwe  | Arbitrage : Janny Sikazwe |

| 1er juillet 2019 | Kenya                                         | 0 - 3   | Sénégal | Stade du 30 Juin, Le Caire |                          |
| 21h00 CAT        |                                               | (0 - 0) | 63e Sarr · 71e 78e (pen.) Mané                                                                                         | Arbitrage : Gehad Grisha   | Arbitrage : Gehad Grisha |
| 21h00 CAT        | Otieno 10e, 76e · Ayub Masika 57e · Okumu 68e | Rapport | 60e Mané · | Arbitrage : Gehad Grisha   | Arbitrage : Gehad Grisha |
| 21h00 CAT        |                                               | Équipes | Gomis - Ciss, Koulibaly, Kouyaté, Gassama - Gueye (Diatta 80e), P. A. N'Diaye, Saivet, Mané, Sarr - Niang (Konaté 75e) | Arbitrage : Gehad Grisha   | Arbitrage : Gehad Grisha |

### Phase à élimination directe
| Huitième de finale       | Ouganda                          | 0 - 1   | Sénégal                     | Stade international, Le Caire                    |                                                  |
| 5 juillet 2019 21h00 CAT |                                  | (0-1)   | 15e Mané                    | Spectateurs : 6 950 Arbitrage : Mustapha Ghorbal | Spectateurs : 6 950 Arbitrage : Mustapha Ghorbal |
| 5 juillet 2019 21h00 CAT | Onyango 5e · Okwi 8e · Aucho 31e | Rapport | 11e N'Diaye · 70e Koulibaly | Spectateurs : 6 950 Arbitrage : Mustapha Ghorbal | Spectateurs : 6 950 Arbitrage : Mustapha Ghorbal |

| Quart de finale           | Sénégal    | 1 - 0   | Bénin                                  | Stade du 30 Juin, Le Caire                       |                                                  |
| 10 juillet 2019 18h00 CAT | Gueye 69e  | (0 - 0) |                                        | Spectateurs : 5 798 Arbitrage : Mustapha Ghorbal | Spectateurs : 5 798 Arbitrage : Mustapha Ghorbal |
| 10 juillet 2019 18h00 CAT | Mané 90+1e | Rapport | 44e Soukou · 82e Verdon · 90+3e Mounié | Spectateurs : 5 798 Arbitrage : Mustapha Ghorbal | Spectateurs : 5 798 Arbitrage : Mustapha Ghorbal |

| Demi-finale               | Sénégal          | 1 - 0 a. p.           | Tunisie                | Stade du 30 Juin, Le Caire        |                                   |
| 14 juillet 2019 18h00 CAT | Bronn 101e (csc) | (0 - 0, 0 - 0, 1 - 0) |                        | Arbitrage : Bamlak Tessema Weyesa | Arbitrage : Bamlak Tessema Weyesa |
| 14 juillet 2019 18h00 CAT | Koulibaly 73e    | Rapport               | 64e Khazri · 76e Sliti | Arbitrage : Bamlak Tessema Weyesa | Arbitrage : Bamlak Tessema Weyesa |

| Finale                                                  | Sénégal                 | 0 - 1   | Algérie                                                      | Stade international, Le Caire                |                                              |
| 19 juillet 2019 · 21h00 CAT · Historique des rencontres |                         | (0 - 1) | 2e Bounedjah                                                 | Spectateurs : 75 000 Arbitrage : Sidi Alioum | Spectateurs : 75 000 Arbitrage : Sidi Alioum |
| 19 juillet 2019 · 21h00 CAT · Historique des rencontres | Gueye 79e · Gassama 81e | Rapport | 34e Bensebaini · 54e Belaïli · 90+2e Mandi · 90+4e Guedioura | Spectateurs : 75 000 Arbitrage : Sidi Alioum | Spectateurs : 75 000 Arbitrage : Sidi Alioum |

### Statistiques

#### Temps de jeu
| Joueur               |          |          |          |          |          |          |          | TT       | But inscrit | MJ       | MT       | Légende |
| -------------------- | -------- | -------- | -------- | -------- | -------- | -------- | -------- | -------- | ----------- | -------- | -------- | --- |
| Gardiens             | Gardiens | Gardiens | Gardiens | Gardiens | Gardiens | Gardiens | Gardiens | Gardiens | Gardiens    | Gardiens | Gardiens | Abréviations et symboles : TT : Total de minutes jouées MJ : Nombre de matchs joués MT : Matchs joués en tant que titulaire : but : joueur entré : joueur remplacé : capitaine : carton jaune : carton rouge |
| Abdoulaye Diallo     | -        | -        | -        | -        | -        | -        | -        | -        | -           | -        | -        | Abréviations et symboles : TT : Total de minutes jouées MJ : Nombre de matchs joués MT : Matchs joués en tant que titulaire : but : joueur entré : joueur remplacé : capitaine : carton jaune : carton rouge |
| Alfred Gomis         | -        | -        | 90       | 90       | 90       | 120      | 90       | 480      | -           | 5        | 5        | Abréviations et symboles : TT : Total de minutes jouées MJ : Nombre de matchs joués MT : Matchs joués en tant que titulaire : but : joueur entré : joueur remplacé : capitaine : carton jaune : carton rouge |
| Édouard Mendy        | 90       | 90       | -        | -        | -        | -        | -        | 180      | -           | 2        | 2        | Abréviations et symboles : TT : Total de minutes jouées MJ : Nombre de matchs joués MT : Matchs joués en tant que titulaire : but : joueur entré : joueur remplacé : capitaine : carton jaune : carton rouge |
| Défenseurs           |          |          |          |          |          |          |          |          |             |          |          | Abréviations et symboles : TT : Total de minutes jouées MJ : Nombre de matchs joués MT : Matchs joués en tant que titulaire : but : joueur entré : joueur remplacé : capitaine : carton jaune : carton rouge |
| Moussa Wagué         | 90       | 90       | -        | -        | -        | 10       | -        | 190      | -           | 3        | 2        | Abréviations et symboles : TT : Total de minutes jouées MJ : Nombre de matchs joués MT : Matchs joués en tant que titulaire : but : joueur entré : joueur remplacé : capitaine : carton jaune : carton rouge |
| Lamine Gassama       | -        | -        | 90       | 90       | 90       | 110      | 90       | 470      | -           | 5        | 5        | Abréviations et symboles : TT : Total de minutes jouées MJ : Nombre de matchs joués MT : Matchs joués en tant que titulaire : but : joueur entré : joueur remplacé : capitaine : carton jaune : carton rouge |
| Kalidou Koulibaly    | 90       | 90       | 90       | 90       | 90       | 120      | -        | 570      | -           | 6        | 6        | Abréviations et symboles : TT : Total de minutes jouées MJ : Nombre de matchs joués MT : Matchs joués en tant que titulaire : but : joueur entré : joueur remplacé : capitaine : carton jaune : carton rouge |
| Cheikhou Kouyaté     | 67       | 90       | 90       | 90       | 90       | 120      | 90       | 637      | -           | 7        | 6        | Abréviations et symboles : TT : Total de minutes jouées MJ : Nombre de matchs joués MT : Matchs joués en tant que titulaire : but : joueur entré : joueur remplacé : capitaine : carton jaune : carton rouge |
| Youssouf Sabaly      | 90       | 90       | -        | 90       | 90       | 120      | 90       | 570      | -           | 6        | 6        | Abréviations et symboles : TT : Total de minutes jouées MJ : Nombre de matchs joués MT : Matchs joués en tant que titulaire : but : joueur entré : joueur remplacé : capitaine : carton jaune : carton rouge |
| Saliou Ciss          | -        | -        | 90       | -        | -        | -        | -        | 90       | -           | 1        | 1        | Abréviations et symboles : TT : Total de minutes jouées MJ : Nombre de matchs joués MT : Matchs joués en tant que titulaire : but : joueur entré : joueur remplacé : capitaine : carton jaune : carton rouge |
| Pape Abou Cissé      | -        | -        | -        | -        | -        | -        | -        | -        | -           | -        | -        | Abréviations et symboles : TT : Total de minutes jouées MJ : Nombre de matchs joués MT : Matchs joués en tant que titulaire : but : joueur entré : joueur remplacé : capitaine : carton jaune : carton rouge |
| Salif Sané           | 23       | -        | -        | -        | 1        | 39       | 90       | 153      | -           | 4        | 2        | Abréviations et symboles : TT : Total de minutes jouées MJ : Nombre de matchs joués MT : Matchs joués en tant que titulaire : but : joueur entré : joueur remplacé : capitaine : carton jaune : carton rouge |
| Milieux              |          |          |          |          |          |          |          |          |             |          |          | Abréviations et symboles : TT : Total de minutes jouées MJ : Nombre de matchs joués MT : Matchs joués en tant que titulaire : but : joueur entré : joueur remplacé : capitaine : carton jaune : carton rouge |
| Henri Saivet         | -        | 5        | 90       | 69       | 90       | 120      | 75       | 449      | -           | 6        | 5        | Abréviations et symboles : TT : Total de minutes jouées MJ : Nombre de matchs joués MT : Matchs joués en tant que titulaire : but : joueur entré : joueur remplacé : capitaine : carton jaune : carton rouge |
| Idrissa Gueye        | 90       | -        | 80       | 90       | 89       | 120      | 90       | 559      | 1           | 6        | 6        | Abréviations et symboles : TT : Total de minutes jouées MJ : Nombre de matchs joués MT : Matchs joués en tant que titulaire : but : joueur entré : joueur remplacé : capitaine : carton jaune : carton rouge |
| Papa Alioune N'Diaye | 90       | 90       | 90       | 90       | 90       | 81       | 59       | 590      | -           | 7        | 7        | Abréviations et symboles : TT : Total de minutes jouées MJ : Nombre de matchs joués MT : Matchs joués en tant que titulaire : but : joueur entré : joueur remplacé : capitaine : carton jaune : carton rouge |
| Krépin Diatta        | 90       | 72       | 10       | 21       | 25       | 68       | 31       | 227      | 1           | 7        | 3        | Abréviations et symboles : TT : Total de minutes jouées MJ : Nombre de matchs joués MT : Matchs joués en tant que titulaire : but : joueur entré : joueur remplacé : capitaine : carton jaune : carton rouge |
| Alfred N'Diaye       | -        | 85       | -        | -        | -        | -        | -        | 85       | -           | 1        | 1        | Abréviations et symboles : TT : Total de minutes jouées MJ : Nombre de matchs joués MT : Matchs joués en tant que titulaire : but : joueur entré : joueur remplacé : capitaine : carton jaune : carton rouge |
| Ismaïla Sarr         | 90       | -        | 90       | 81       | -        | 52       | 90       | 403      | 1           | 5        | 4        | Abréviations et symboles : TT : Total de minutes jouées MJ : Nombre de matchs joués MT : Matchs joués en tant que titulaire : but : joueur entré : joueur remplacé : capitaine : carton jaune : carton rouge |
| Keita Baldé          | 73       | 63       | -        | 9        | 65       | -        | 5        | 215      | 1           | 5        | 3        | Abréviations et symboles : TT : Total de minutes jouées MJ : Nombre de matchs joués MT : Matchs joués en tant que titulaire : but : joueur entré : joueur remplacé : capitaine : carton jaune : carton rouge |
| Attaquants           |          |          |          |          |          |          |          |          |             |          |          | Abréviations et symboles : TT : Total de minutes jouées MJ : Nombre de matchs joués MT : Matchs joués en tant que titulaire : but : joueur entré : joueur remplacé : capitaine : carton jaune : carton rouge |
| Sadio Mané           | -        | 90       | 90       | 90       | 90       | 120      | 90       | 570      | 3           | 6        | 6        | Abréviations et symboles : TT : Total de minutes jouées MJ : Nombre de matchs joués MT : Matchs joués en tant que titulaire : but : joueur entré : joueur remplacé : capitaine : carton jaune : carton rouge |
| Sada Thioub          | 17       | 27       | -        | -        | -        | -        | -        | 44       | -           | 2        | -        | Abréviations et symboles : TT : Total de minutes jouées MJ : Nombre de matchs joués MT : Matchs joués en tant que titulaire : but : joueur entré : joueur remplacé : capitaine : carton jaune : carton rouge |
| Moussa Konaté        | 7        | -        | 15       | -        | -        | -        | -        | 22       | -           | 2        | -        | Abréviations et symboles : TT : Total de minutes jouées MJ : Nombre de matchs joués MT : Matchs joués en tant que titulaire : but : joueur entré : joueur remplacé : capitaine : carton jaune : carton rouge |
| M'Baye Niang         | 83       | 90       | 75       | 85       | 64       | 63       | 85       | 545      | -           | 7        | 7        | Abréviations et symboles : TT : Total de minutes jouées MJ : Nombre de matchs joués MT : Matchs joués en tant que titulaire : but : joueur entré : joueur remplacé : capitaine : carton jaune : carton rouge |
| Mbaye Diagne         | -        | 18       | -        | 5        | 26       | 57       | 15       | 121      | -           | 5        | -        | Abréviations et symboles : TT : Total de minutes jouées MJ : Nombre de matchs joués MT : Matchs joués en tant que titulaire : but : joueur entré : joueur remplacé : capitaine : carton jaune : carton rouge |

#### Buteurs
| Buts | Joueurs       | Adversaires           |
| ---- | ------------- | --------------------- |
| 3    | Sadio Mané    | Kenya (2) Ouganda (1) |
| 1    | Keita Baldé   | Tanzanie              |
| 1    | Krépin Diatta | Tanzanie              |
| 1    | Idrissa Gueye | Bénin                 |
| 1    | Ismaïla Sarr  | Kenya                 |
| csc  | Dylan Bronn   | Tunisie               |

#### Récompenses
Cinq joueurs sénégalais figurent dans l'équipe-type désignée par la CAF : les défenseurs Lamine Gassama, Kalidou Koulibaly et Youssouf Sabaly, le milieu Idrissa Gueye et l'attaquant Sadio Mané.